# Guillaume-Marie-Joseph Labouré
Guillaume-Marie-Joseph Labouré (ur. 27 października 1841 w Achiet-le-Petit, zm. 21 kwietnia 1906 w Rennes) – francuski duchowny katolicki, arcybiskup Rennes, kardynał.

## Życiorys
Ukończył seminarium Saint-Sulpice w Paryżu. Święcenia kapłańskie otrzymał 23 września 1865. Pracował duszpastersko w rodzinnej diecezji Arras. Był profesorem i superiorem w diecezjalnym niższym seminarium, a także wikariuszem generalnym diecezji.
27 marca 1885 został mianowany biskupem Le Mans. Sakry w Instytucie Kardynała Richelieu w Luçon udzielił kardynał Guillaume-René Meignan, arcybiskup Tours. W 1893 przeniesiony na metropolię w Rennes. Od 1896 asystent Tronu Papieskiego, a od kwietnia 1897 kardynał prezbiter S. Maria Nuova. Brał udział w konklawe 1903. Zmarł w wieku 64 lat i pochowany został w katedrze metropolitalnej w Rennes.